# Invictus (альбом)
Invictus — восьмой студийный альбом американской рок-группы Virgin Steele, вышедший в 1998 году. Это третья часть саги «Бракосочетание Рая и Ада», исследующая отношения и конфликты между человечеством и божественностью. Название альбома в переводе с латыни означает «Непокоренный».
Invictus является последним альбомом с бас-гитаристом Робом ДеМартино, в следующих альбомах группы за партии бас-гитары попеременно отвечали Дэвид ДеФейс и гитарист Эдвард Пурсино.

## Список композиций
Все тексты и музыка написаны Дэвидом ДеФейсом, кроме «Defiance», где музыка написана ДэФейсом и Эдвардом Пурсино. Композиции № 4, 11 и 15 — инструментальные.
| №                   | Название                                     | Длительность |
| ------------------- | -------------------------------------------- | ------------ |
| 1.                  | «The Blood of Vengeance»                     | 1:53         |
| 2.                  | «IInvictus»                                  | 5:35         |
| 3.                  | «Mind, Body, Spirit»                         | 7:17         |
| 4.                  | «In the Arms of the Death God»               | 1:19         |
| 5.                  | «Through Blood and Fire»                     | 5:30         |
| 6.                  | «Sword of the Gods»                          | 7:32         |
| 7.                  | «God of Our Sorrows»                         | 1:19         |
| 8.                  | «Vow of Honour»                              | 1:02         |
| 9.                  | «Defiance»                                   | 6:30         |
| 10.                 | «Dust from the Burning»                      | 4:32         |
| 11.                 | «Amaranth»                                   | 0:22         |
| 12.                 | «A Whisper of Death»                         | 8:22         |
| 13.                 | «Dominion Day»                               | 6:35         |
| 14.                 | «A Shadow of Fear»                           | 6:11         |
| 15.                 | «Theme from the Marriage of Heaven and Hell» | 0:22         |
| 16.                 | «Veni, vidi, vici»                           | 10:43        |
| Общая длительность: | Общая длительность:                          | 75:04        |

## Участники записи
- Дэвид ДеФейс — вокал, клавишные, оркестровка, эффекты, продюсер[4]
- Эдвард Пурсино — акустическая и электрогитара
- Роб ДеМартино — бас-гитара
- Фрэнк Джилчрист — ударные
- Дэвид ДеФейс — клавишные

Технический персонал
- Стив Янг — звукоинженер, сопродюсер, микширование
- Тина Эмке — фотограф